# Narella versluysi
Narella versluysi is een zachte koraalsoort uit de familie Primnoidae. De koraalsoort komt uit het geslacht Narella. Narella versluysi werd in 1909 voor het eerst wetenschappelijk beschreven door Hickson. 